# Tsavo (rivier)

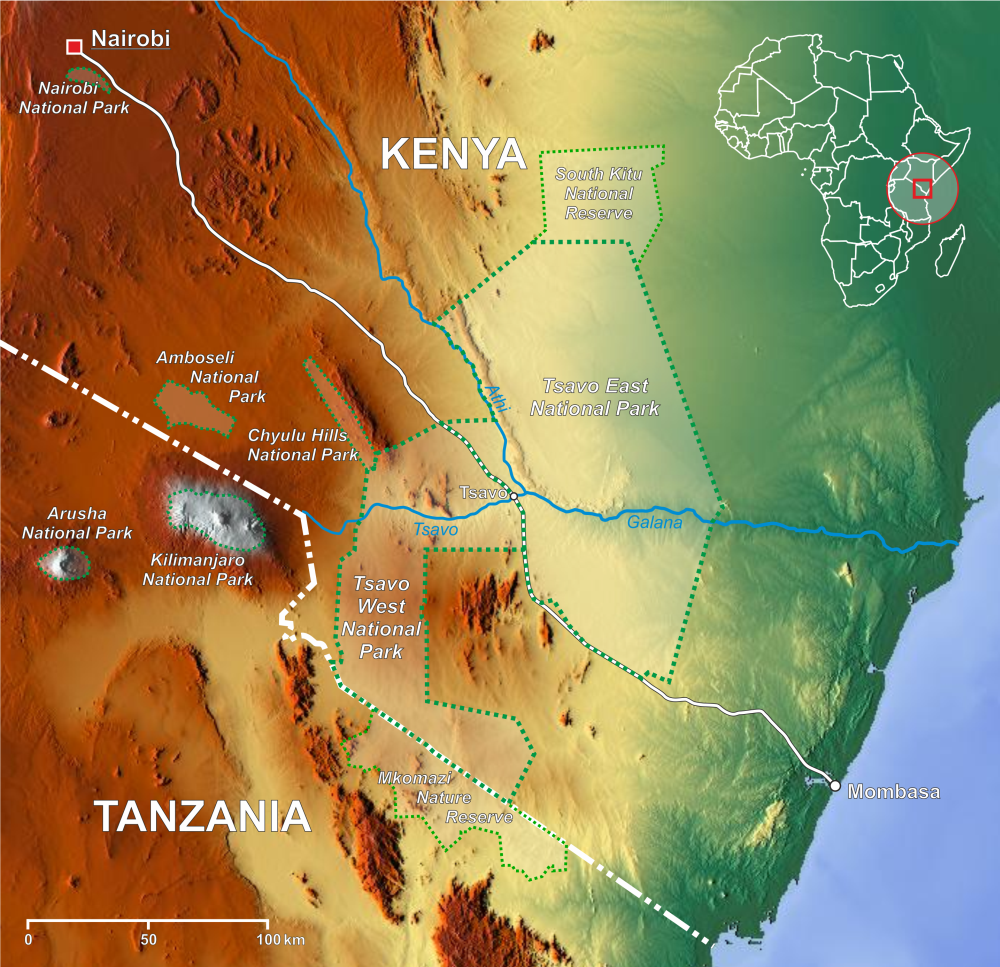
Situering van de Tsavo Rivier en de Tsavo Nationale Parken

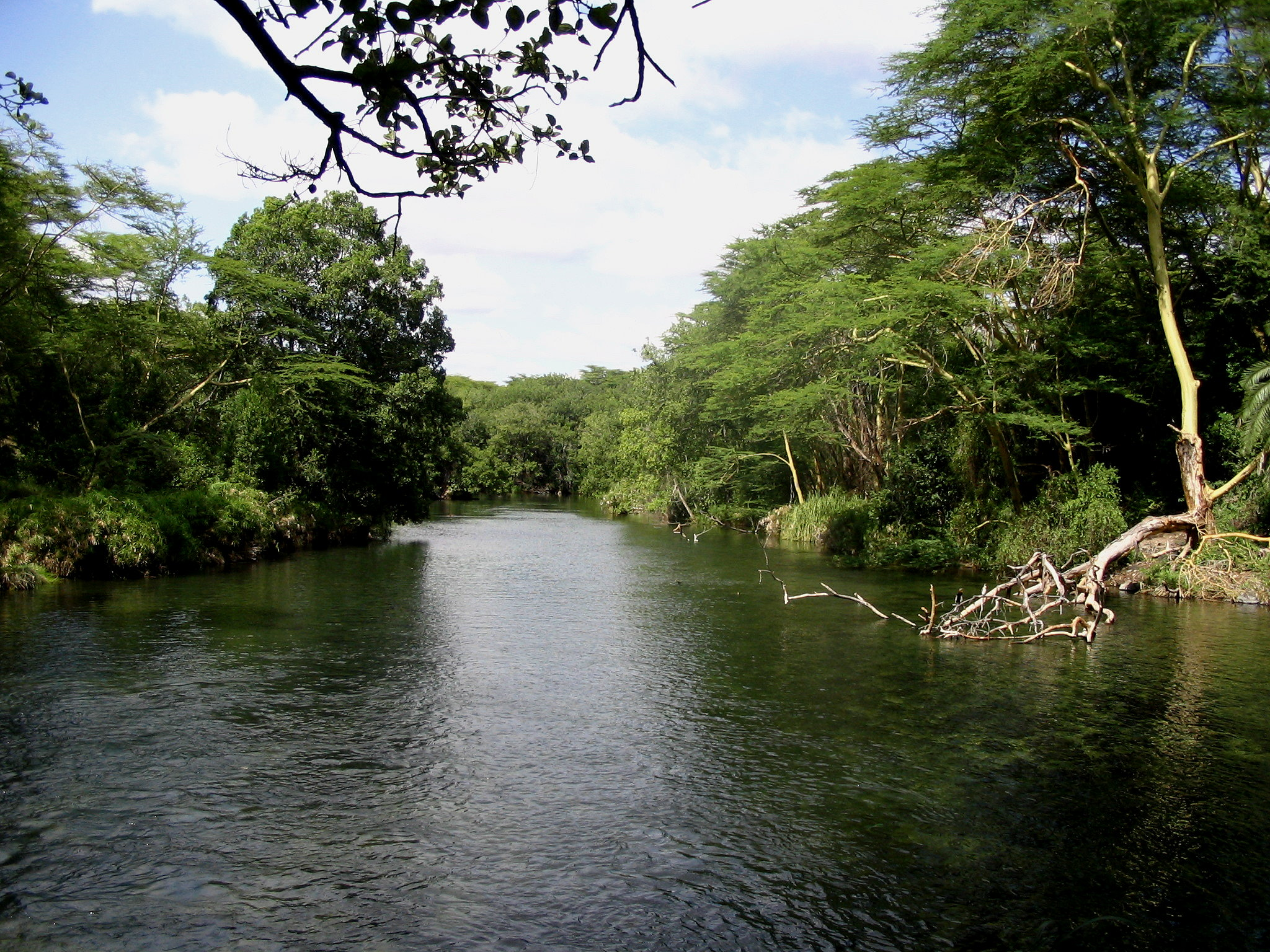
De Tsavo Rivier in het Nationaal Park Tsavo West

De Tsavo is een rivier in de Coastprovincie van Kenia. De rivier loopt door de gelijknamige natuurreservaten Nationaal park Tsavo East en het Nationaal park Tsavo West. Centraal in het nationaal park vloeit zij samen met de Athi en vormt zo de Galana.
De rivier is zeer rijk aan vis.